# Margaretania
Margaretania és un gènere monotípic d'arnes de la família Crambidae. Conté només una espècie, Margaretania superba, que es troba a l'Iran.